# عسل‌خوار رگه‌خاکستری
عسل‌خوار رگه‌خاکستری (نام علمی: Ptiloprora perstriata)، که به عنوان عسل‌خوار پشت‌سیاه نیز شناخته می‌شود، یک گونه از پرندگان خانواده عسل‌خواران است که در ارتفاعات گینه نو یافت می‌شود. زیستگاه طبیعی آن جنگل‌های کوهستانی نمناک نیمه‌گرمسیری یا گرمسیری است.